# American Platinum Eagle
American Platinum Eagle är ett mynt med valören 100 USD och är präglat i USA av United States Mint. Myntet består av platina med renheten 99,95 procent och introducerades 1997. Myntet tillhör "American Eagle Coin Program".